# Људевит
Људевит је старо словенско мушко име.

## Значење
Значење имена Људевит долази од корена људ-и и праславенског вит - господин, могућник. Обликом овог имена се сматрају имена Лудовик и Лудвиг, која потичу од старогерманских речи  „слава“ (hlud) и „ратник“ (wig) и преводе се као „славни ратник“ или „славан у борби“.

## Историјат
Људевит је био словенски кнез јужне Паноније у 9. веку. Он је предводио побудну панонских и карантанских Словена против Франака. 

## Популарност
Људевит је релативно често име у Хрватској. Налази се међу првих 500 мушких имена, са преко 1000 особа које носе ово име. Људевит је данас веома ретко у Словенији, где постоји само 44 особе под овим именом.

## Познате личности
- Људевит Вуличевић, српски песник из 19. века
- Људевит Посавски, словенски кнез из 9. века
- Људевит Пасковић, которски песник из 16. века
- Људевит Гај, хрватски лингвиста и политичар из 19. века